# Sint-Kastorkerk (Dausenau)
De Sint-Kastorkerk (Pfarrkirche St. Kastor) is de protestantse kerk in Dausenau (Rijnland-Palts).

## Geschiedenis
Omdat schriftelijke bronnen over de bouwgeschiedenis van de kerk ontbreken, heeft men bij de laatste restauratie dendrologisch onderzoek laten verrichten aan de houten bouwmaterialen van de kerk. Hieruit is gebleken dat de kerktoren het oudste deel van de Sint-Kastor is. Het betreft het bouwdeel van de romaanse voorgangerkerk en dateert uit 1179. Onderzoek van het intacte dakgestoelte leverde op dat de korte, drieschepige hallenkerk tussen 1312 en 1319 moet zijn gebouwd. Een document van 1319 vermeldt als schutspatronen de Heilige Maagd Maria, Maria Magdalena en Sint-Kastor. De zijschepen hebben galerijen. De laatromaanse toren vormt onderdeel van het kerkgebouw. Elk schip heeft een 5/8 koorafsluiting. Op de zuidzijde bevinden zich twee voorhallen. De westelijke voorhal op twee slanke zuilen heeft een kruisgewelf, de oostelijk voorhal heeft een stergewelf.
De Sint-Kastorkerk was een filiaalkerk van de parochie Ems. Beide kerken werden aangestuurd vanuit het in de jaren 817-836 opgerichte Kastorstift te Koblenz. Op 16 augustus 1320 verleende aartsbisschop Boudewijn toestemming voor de oprichting van een Johannes-altaar. Ook kreeg de kapel het recht om er te dopen en de verplichting om er dagelijks op de vroege ochtend een mis te lezen. Paus Bonifatius IX gaf in een document op 23 december 1400 de opdracht om de Kastorkerk van de moederkerk in Ems te scheiden en er een zelfstandige parochiekerk van te maken, hetgeen in 1413 zijn beslag kreeg.
De kerk ging in 1538 over tot de reformatie. Tot de fusie van de lutherse en calvinistische protestanten in het Hertogdom Nassau (1817) bleef de Sint-Kastorkerk een lutherse kerk.

## Inrichting
- Op het altaar staat een laatgotische crucifix.
- In het koor bevinden zich een gotische sacramentsnis en muurschilderingen uit de 14e eeuw met voorstellingen van de lijdensgeschiedenis van Christus. De muurschilderingen werden in 1878 door de pastoor ontdekt. In 1902 werden de schilderingen gerestaureerd.
- In het zuidelijk zijschip staat een vleugelaltaar (circa 1470) met van links naar rechts de beelden van Sint-Kastor, de Maagd Maria en de heilige Margaretha.
- De apsissen van de zijschepen bevatten eveneens 14e-eeuwse muurschilderingen van o.a. de verheerlijking van Christus en de 10.000 martelaren op de berg Ararat.
- De gebrandschilderde ramen werden allemaal geplaatst in de jaren 1950.

## Orgel
Het orgel werd in het jaar 2005 door de orgelbouwer Förster & Nicolaus uit Lich gebouwd in de classicistische orgelkas uit 1841. Het instrument beschikt over 21 registers verdeeld over twee manualen en pedaal. De speel- en registertracturen zijn mechanisch.

## Afbeeldingen

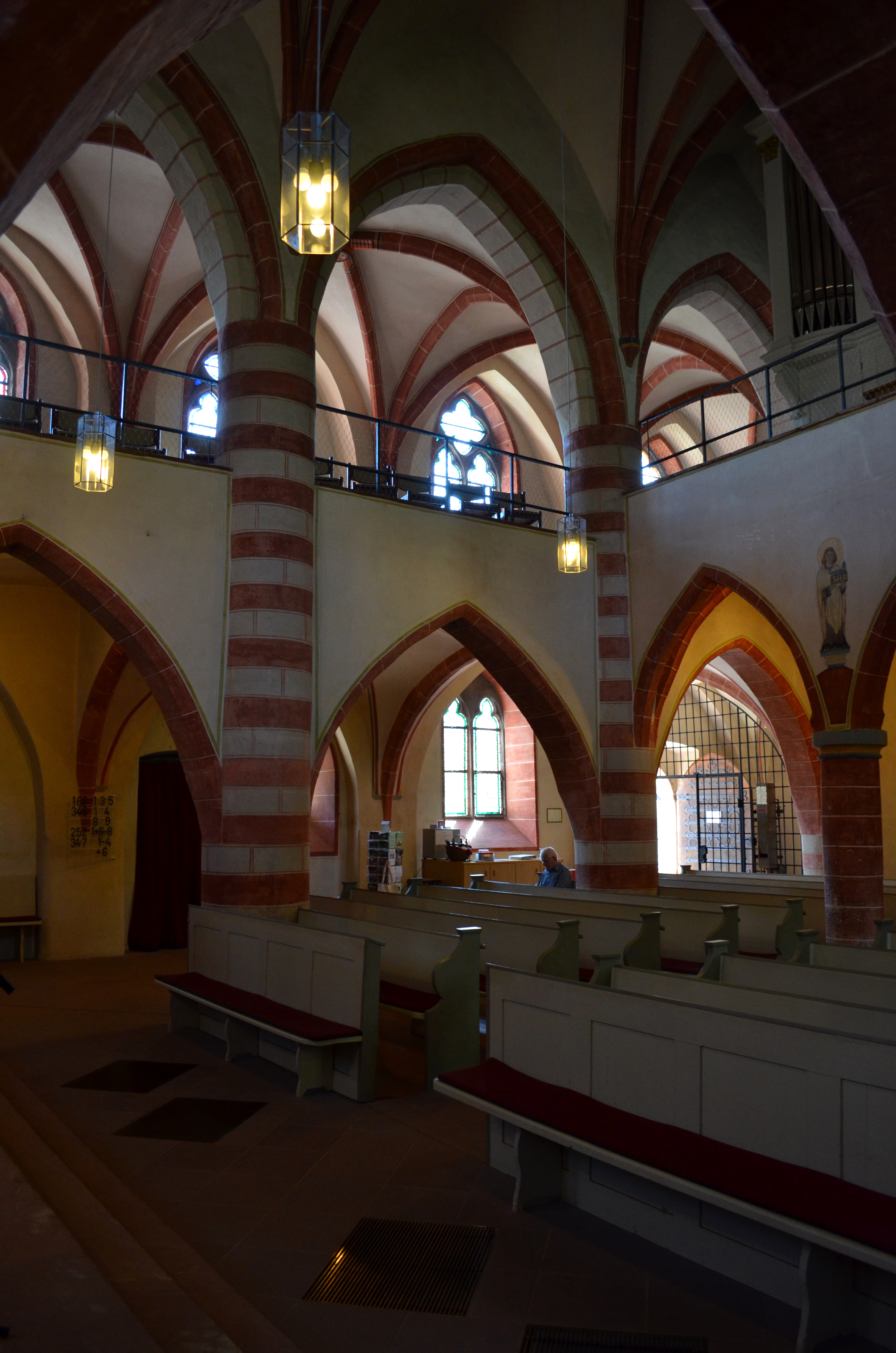
Galerijen
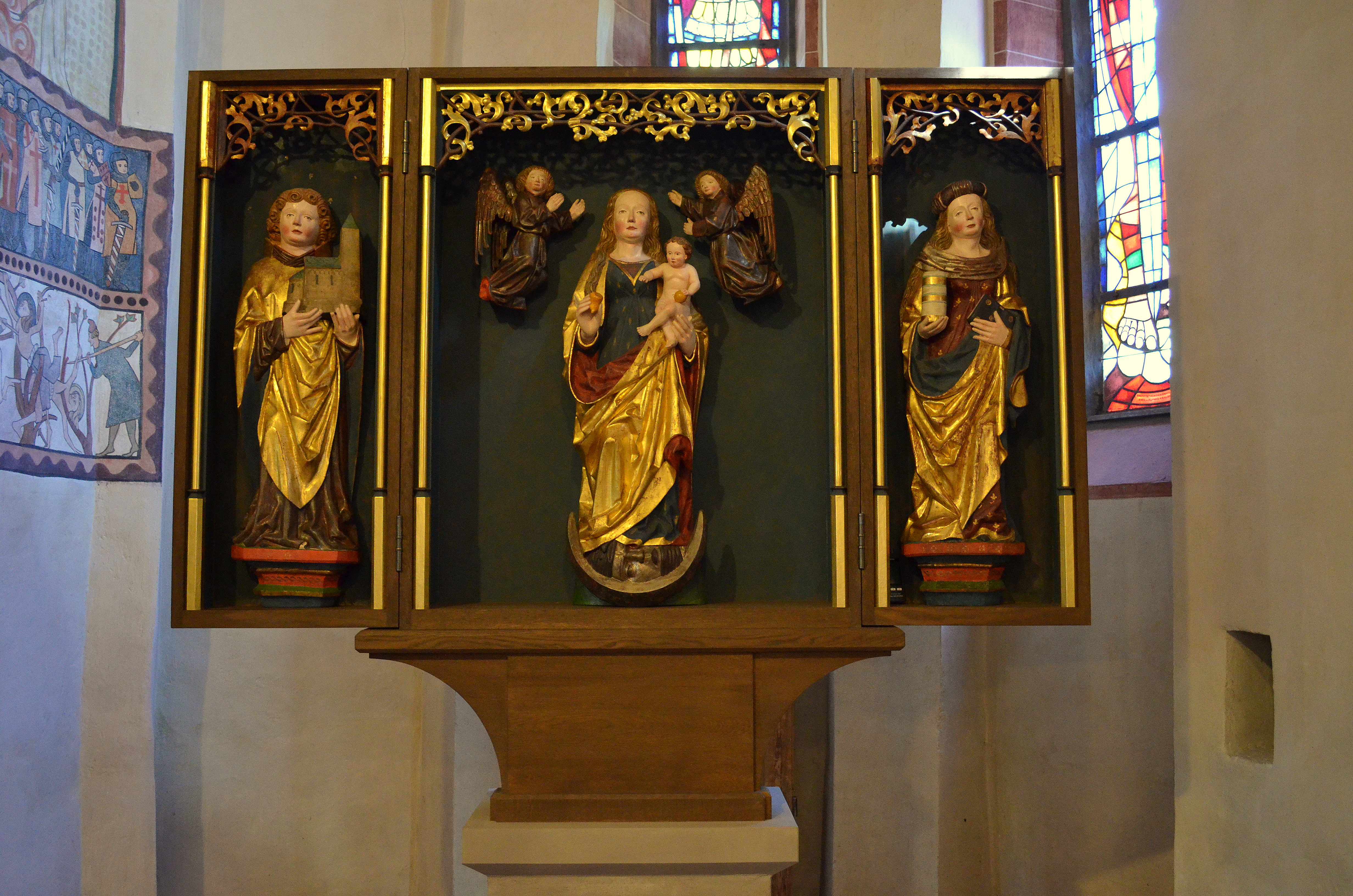
Laatgotisch vleugelaltaar (v.l.n.r. Sint Kastor, Maria met Kind, Maria Magdalena)
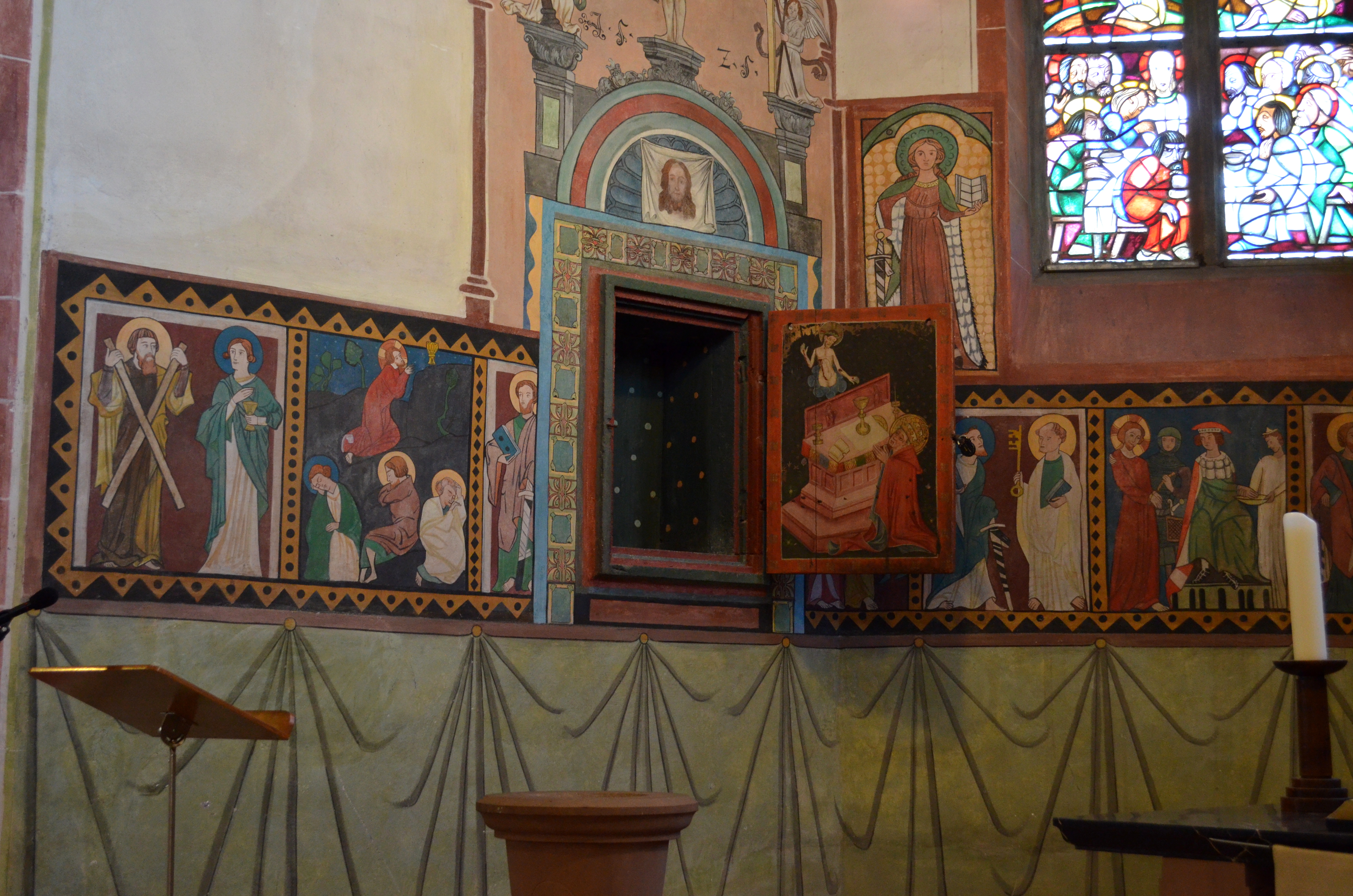
Gotische sacramentsnis en muurfresco's
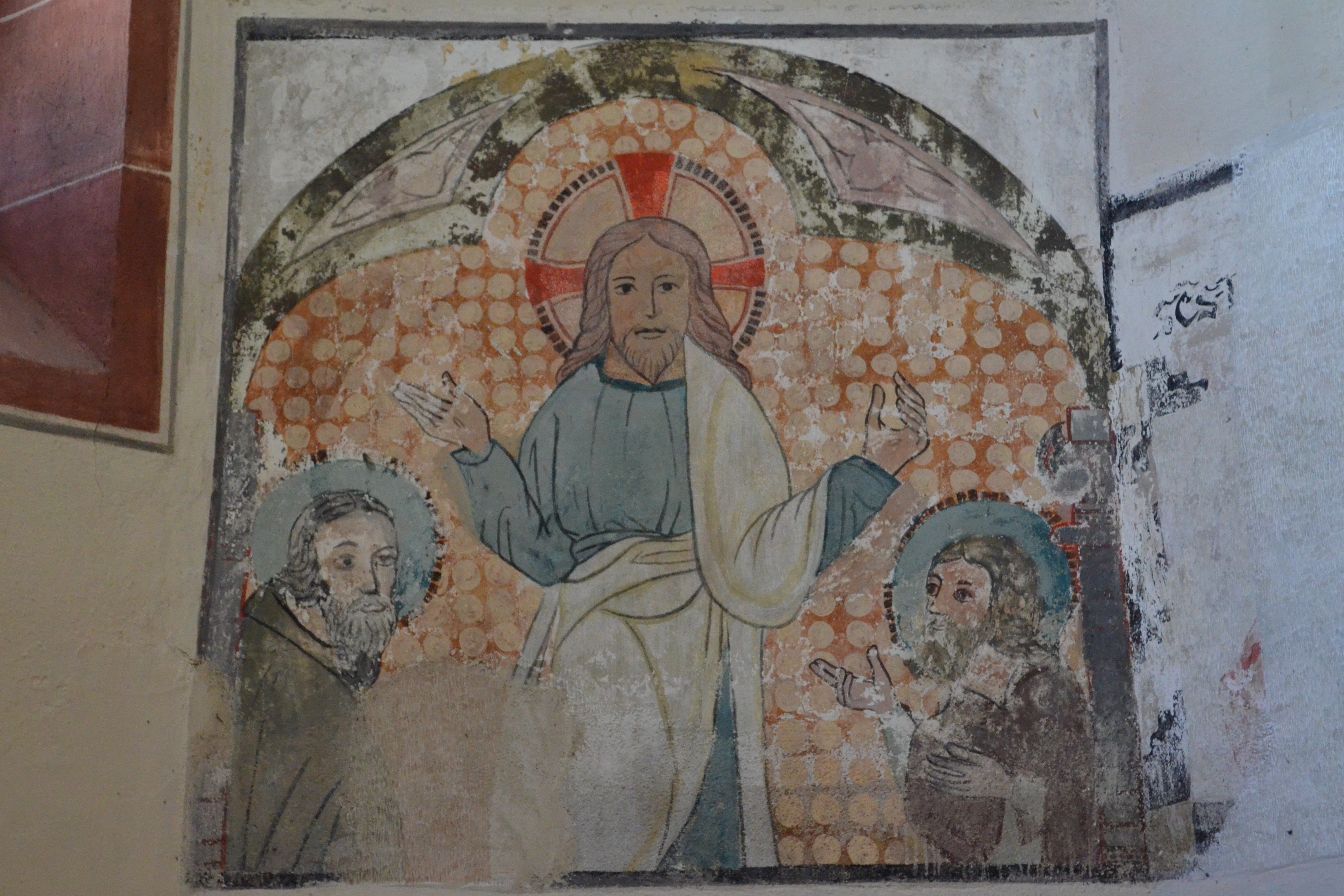
Muurschildering fresco Verheerlijking van Christus
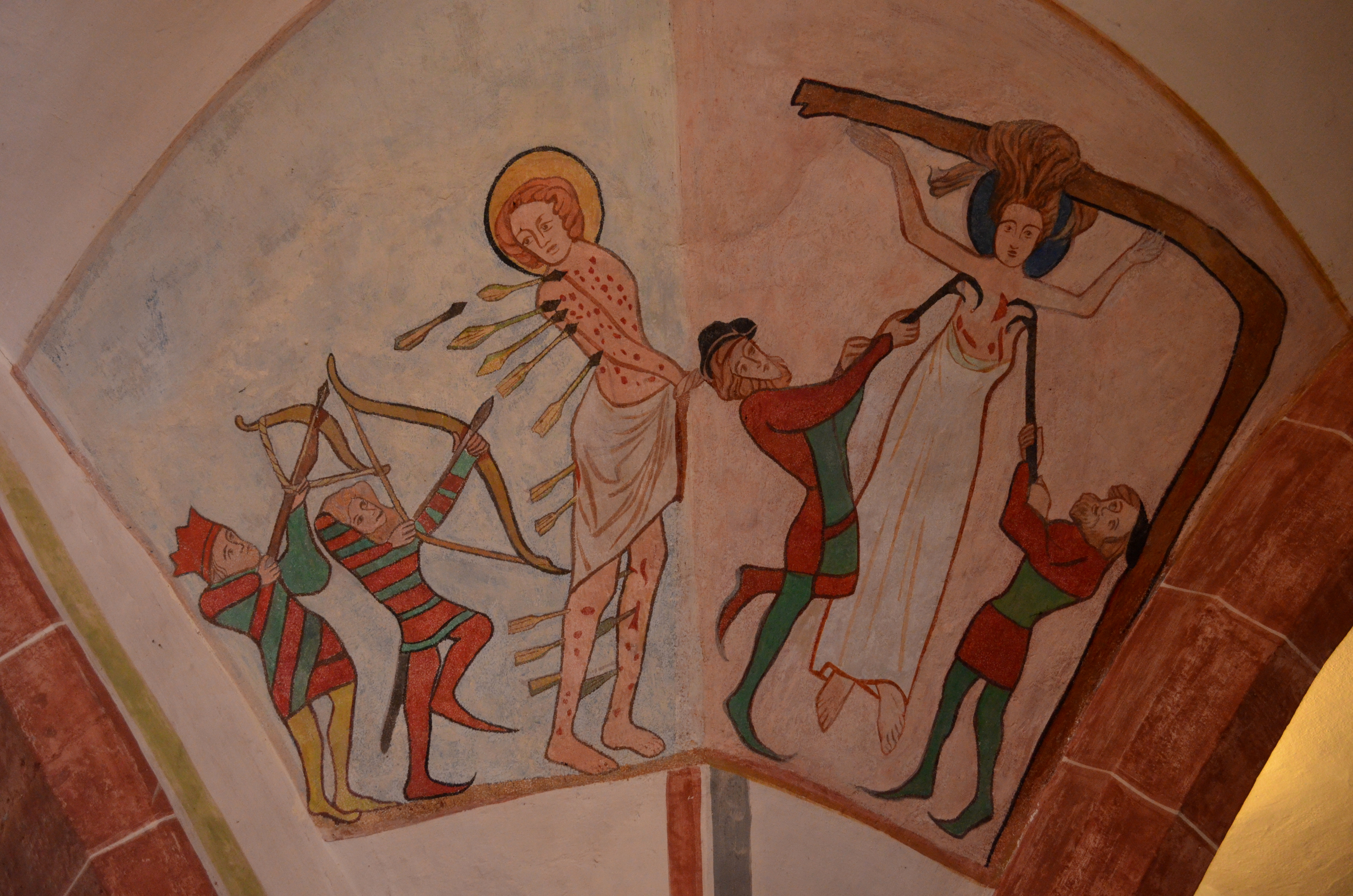
Fresco martelaarschap HH. Sebastiaan en Margaretha